# Gottlieben
Gottlieben ist eine politische Gemeinde und eine Ortschaft im Bezirk Kreuzlingen des Kantons Thurgau in der Schweiz. Von 1798 bis 1874 war Gottlieben Hauptort des heutigen Bezirks Kreuzlingen. Bis 2002 war Gottlieben eine Einheitsgemeinde.

## Geographie
Die städtisch wirkende Kleinsiedlung liegt auf 400 m ü. M. nordwestlich von Kreuzlingen am linken Ufer des Seerheins, der hier den Dorfbach aufnimmt. Die Gemeinde ist mit 340 Einwohnern und 32,42 Hektaren die einwohner- und flächenmässig kleinste Gemeinde des Kantons Thurgau. Zusammen mit der Gemeinde Rivaz mit ebenfalls 32 ha ist Gottlieben die flächenmässig kleinste Gemeinde der Schweiz.

## Geschichte

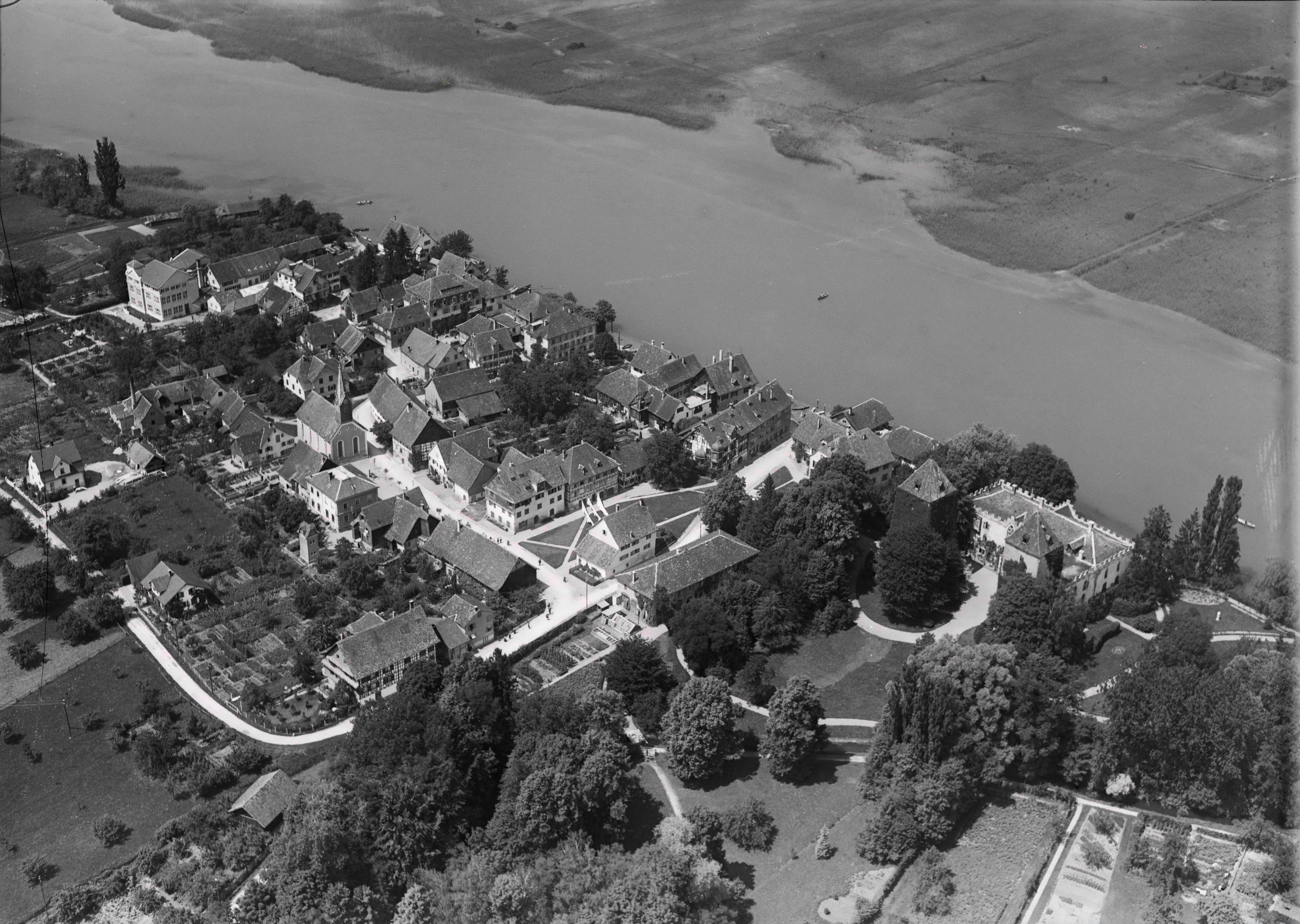
Gottlieben und Seerhein im Jahr 1919

Gottlieben wurde am Ende des 10. Jahrhunderts erstmals als Gotiliubon erwähnt. In dem ursprünglich in der Bischofshöri gelegenen Gottlieben baute Bischof Eberhard II. von Waldburg 1251 die Burg Gottlieben, die den Bischöfen von Konstanz als Residenz diente.
1355 wurde Gottlieben durch Konrad von Homburg überfallen und niedergebrannt. Zur Zeit des Konstanzer Konzils sassen 1415 der Reformator Johannes Hus und der abgesetzte Papst Johannes XXIII auf dem westlichen Burgturm in Gottlieben in einem hölzernen Blockhaus gefesselt.
Nach dem Schwabenkrieg 1499 verwaltete der bischöfliche Obervogt von der Burg bzw. dem Schloss Gottlieben aus bis 1798 die Niedergerichte Gottlieben, Engwilen, Siegershausen und Tägerwilen, die zusammen die bischöflich-konstanzische Obervogtei Gottlieben bildeten.
Im Jahr 1521 wurde die "Gottlieber Offnung" niedergeschrieben. Damit auferlegte der Bischof von Konstanz den Gottliebern seine Rechtsordnung, welche die Rechte und Pflichten der Einwohner festhielt.
1526 verliess der Bischof Gottlieben und baute seine Residenz in Meersburg auf. Im Dreissigjährigen Krieg schlug der schwedische Feldmarschall Gustaf Horn sein Hauptquartier im Kampf gegen Konstanz in Gottlieben auf. Am 24. Februar 1692 versanken bei einem Sturm drei Häuser in den Rhein.
1808 kam das Schloss Gottlieben in Privatbesitz; 1837 wurde die Anlage im neugotischen Stil umgestaltet. Die Verwaltungen der räumlich identischen Orts- und Munizipalgemeinden Gottlieben wurden 1870 zur Einheitsgemeinde Gottlieben zusammengelegt.

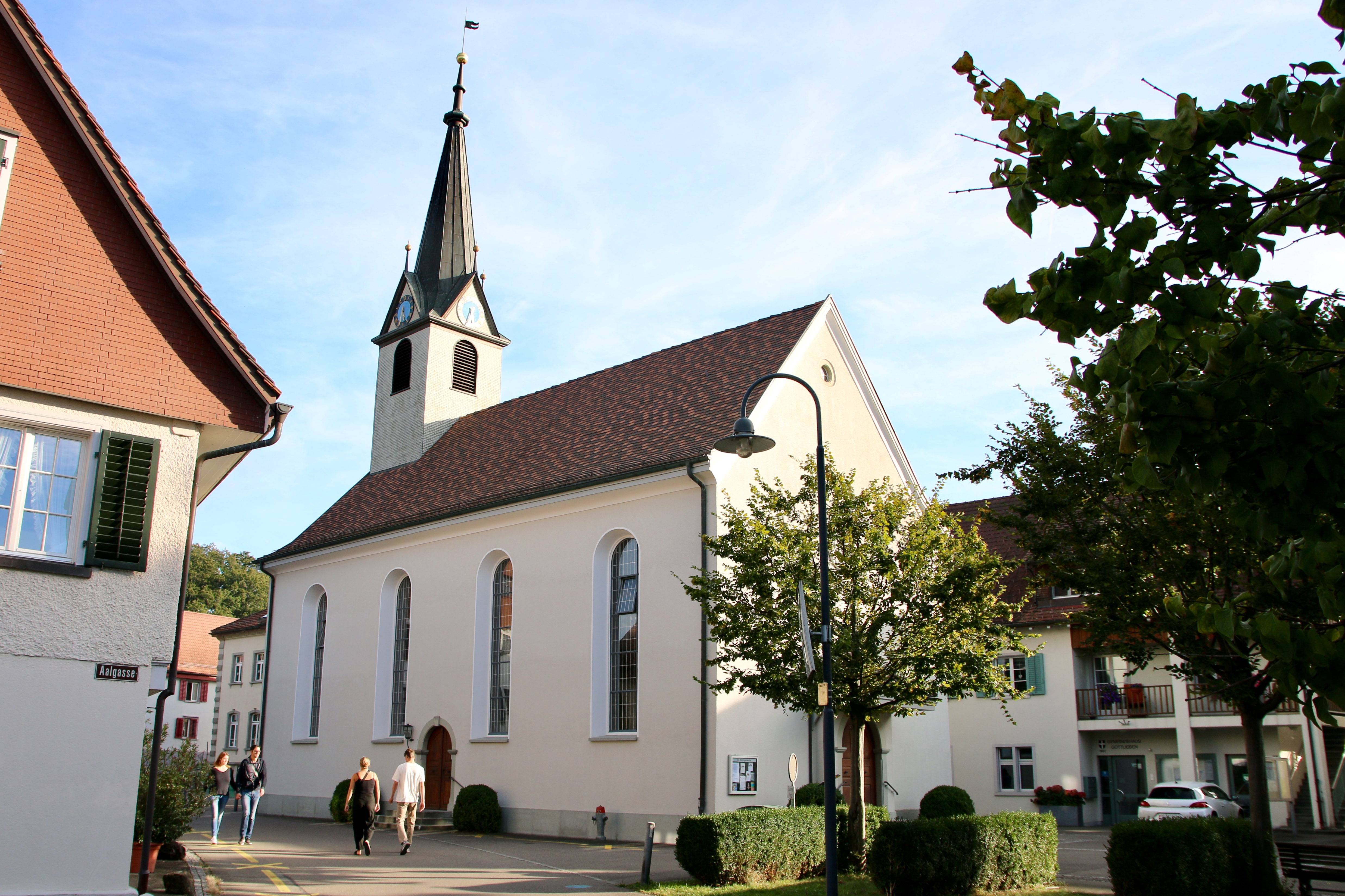
Reformierte Kirche

Ursprünglich lag Gottlieben in der Pfarrei Tägerwilen. Während der Reformation im Jahr 1529 trat die ganze Gemeinde zum neuen Glauben über. 1734 bis 1735 wurde die Kirche erbaut und die reformierte Kirchgemeinde Gottlieben gebildet, die seit 1912 mit Tägerwilen verbunden ist.
Im 17. und 18. Jahrhundert erlebte Gottlieben unter anderem wegen seiner günstigen Verkehrslage am Rhein einen wirtschaftlichen Aufschwung als Handels- und Umschlagplatz, vor allem von Salz, Eisen und Wein. 1678 erhielt Gottlieben das Marktrecht. Obwohl sich in Gottlieben bereits im 19. Jahrhundert kleinere Industrien ansiedelten (Knopffabrik, Rosshaarspinnerei), bildeten bis nach der Mitte des 20. Jahrhunderts Fischerei, Handwerk und Handel den Haupterwerb der Bevölkerung. Nach 1945 entwickelte sich der Tourismus, so dass heute neben zwei Bootswerften und der bekannten Hüppenbäckerei die Gastronomie in Gottlieben der wichtigste Arbeitgeber ist. 2000 wurde mit dem Bodman-Haus, dem ehemaligen Wohnhaus des Dichters Emanuel von Bodman, eine Gedenk- und Kulturstätte eröffnet.

## Wappen
Blasonierung: In Schwarz ein durchgehendes weisses Kreuz.
Das Wappen verweist auf den Bischof von Konstanz, der Gottlieben im 13. Jahrhundert gründete. Gottlieben war bis 1798 Sitz des bischöflichen Obervogtes. Seit 1959 benutzt die Gemeinde Gottlieben das spätestens seit 1869 gebräuchliche und auch im Sitzungszimmer des Regierungsrates in Frauenfeld an der Decke angebrachte alte Wappen in neuer Zeichnung als Gemeindewappen.

## Bevölkerung
| Hier fehlt eine Grafik, die leider im Moment aus technischen Gründen nicht angezeigt werden kann. Wir arbeiten daran! |

| Jahr      | 1850 | 1900 | 1941 | 1950 | 1970 | 1980 | 2000 | 2010 | 2018 | 2023 |
| Einwohner | 268  | 265  | 192  | 237  | 251  | 284  | 304  | 307  | 337  | 337  |

Von den insgesamt 337 Einwohnern der Gemeinde Gottlieben am 31. Dezember 2023 waren 150 bzw. 44,5 % ausländische Staatsbürger. 90 (26,7 %) waren evangelisch-reformiert und 86 (25,5 %) römisch-katholisch.

## Gottlieber Künstlerkolonie
Ende des 19. bzw. Anfang des 20. Jahrhunderts gab es in Gottlieben eine Künstlerkolonie, initiiert von dem Schriftsteller Emanuel von Bodman (1874–1946) und dem Schriftsteller, Maler und Bildhauer Heinrich Ernst Kromer (1866–1948). Es gab einen regen Austausch mit Kulturschaffenden der Jahrhundertwende wie Richard Dehmel, René Schickele, Wilhelm von Scholz, Rainer Maria Rilke, Ludwig Finckh, Ludwig Klages und Hermann Hesse, später auch Thomas Mann.

## Wirtschaft und Tourismus

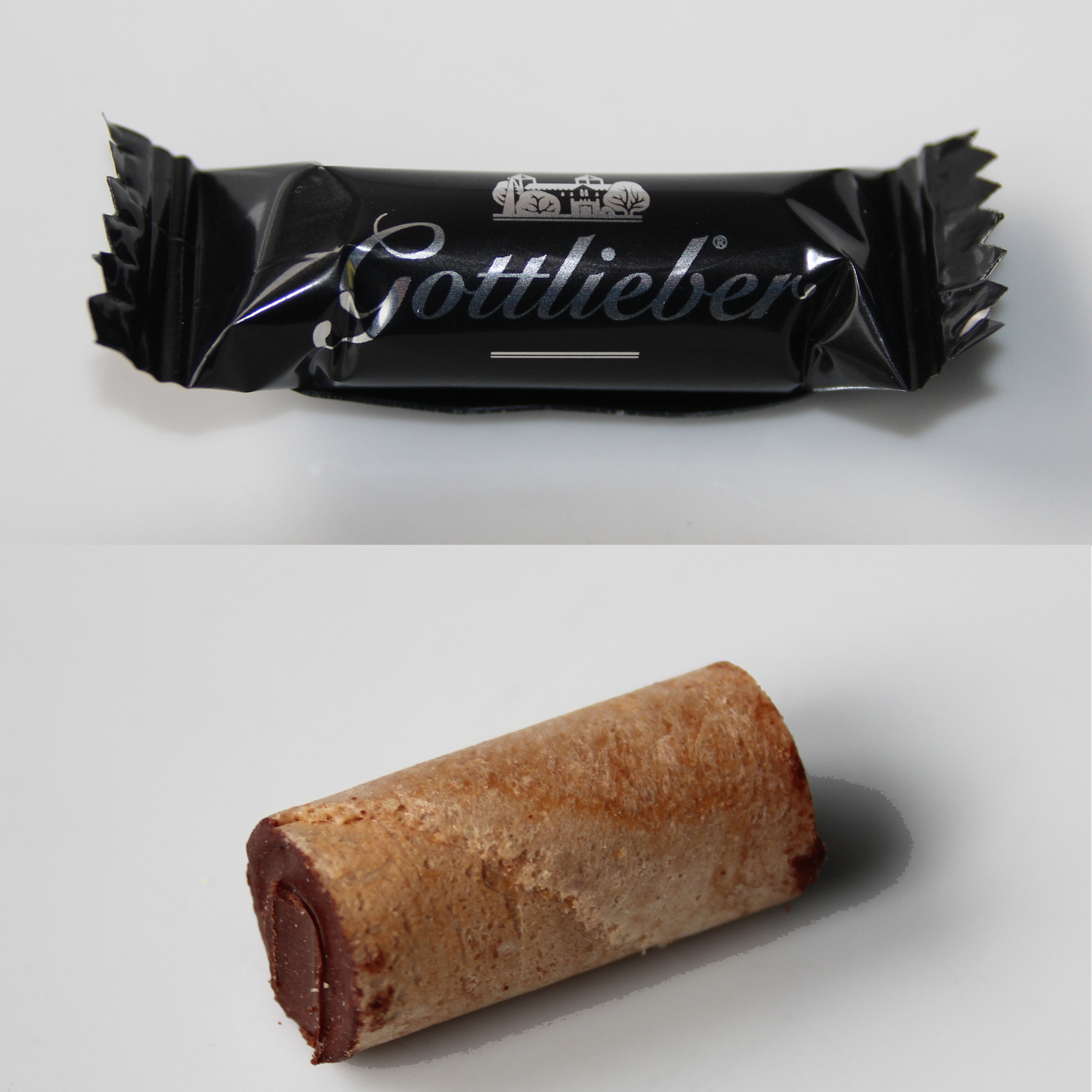
Gottlieber Hüppen mit und ohne Verpackung

Im Jahr 2016 bot Gottlieben 104 Personen Arbeit (umgerechnet auf Vollzeitstellen). Davon waren 36,6 % in Industrie, Gewerbe und Bau sowie 63,4 % im Dienstleistungssektor tätig. In der Land- und Forstwirtschaft sind keine Arbeitsplätze vorhanden.
In Gottlieben ansässig ist eine Bäckerei, deren Gottlieber Hüppen (gefüllte Waffelröllchen) eine international bekannte Gebäckspezialität sind.
Des Weiteren sind zwei Bootswerften sowie Hotel- und Restaurationsbetriebe ansässig.
Die Lage der Gemeinde an der Schifffahrtslinie und das malerische Ortsbild, das von Fachwerkhäusern geprägt ist, machen die Gemeinde zu einem beliebten Tourismusziel, vor allem in den Sommermonaten. Gottlieben ist Haltestelle der Schifffahrtsgesellschaft Untersee und Rhein.

## Sehenswürdigkeiten
Gottlieben ist im Inventar der schützenswerten Ortsbilder der Schweiz aufgeführt.
- Das Schloss Gottlieben wurde vom Konstanzer Bischof Eberhard II 1251 erbaut und von der Sängerin Lisa della Casa bis zu ihrem Tod 2012 bewohnt.
- Das Bodman-Haus (Thurgauische Bodman-Stiftung)

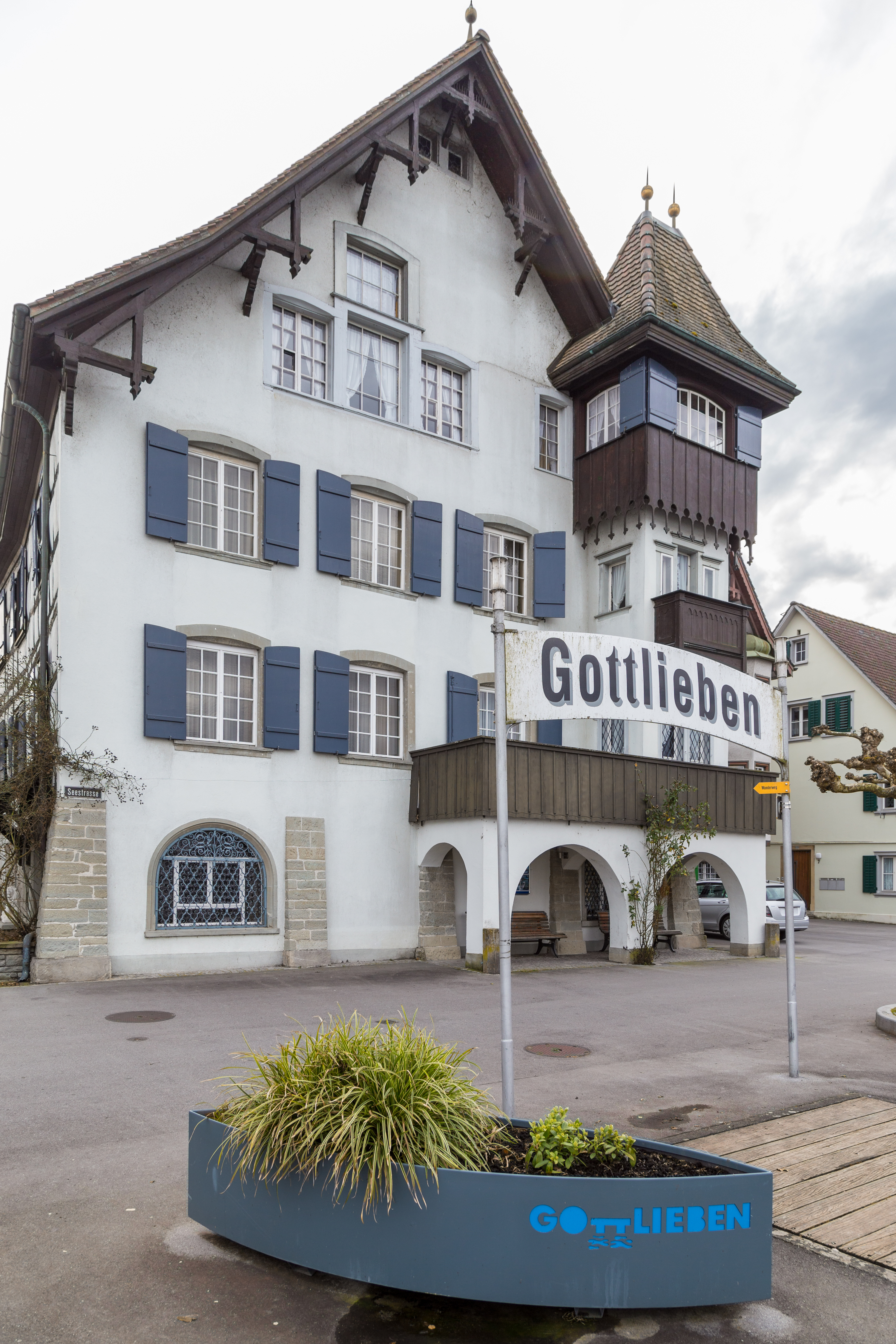
Gottlieben Seestrasse mit Haus zum Hecht
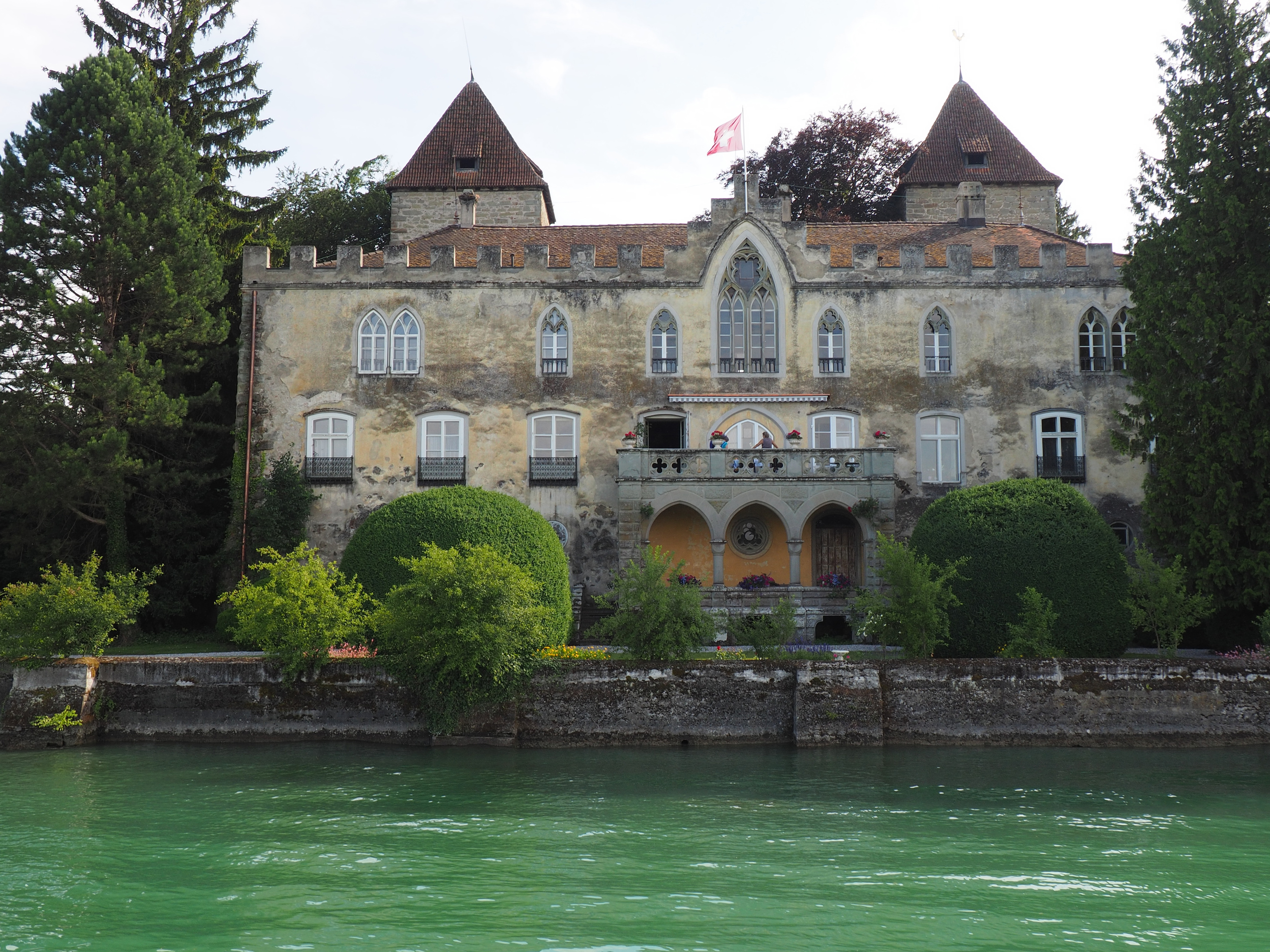
Schloss Gottlieben vom Seerhein gesehen
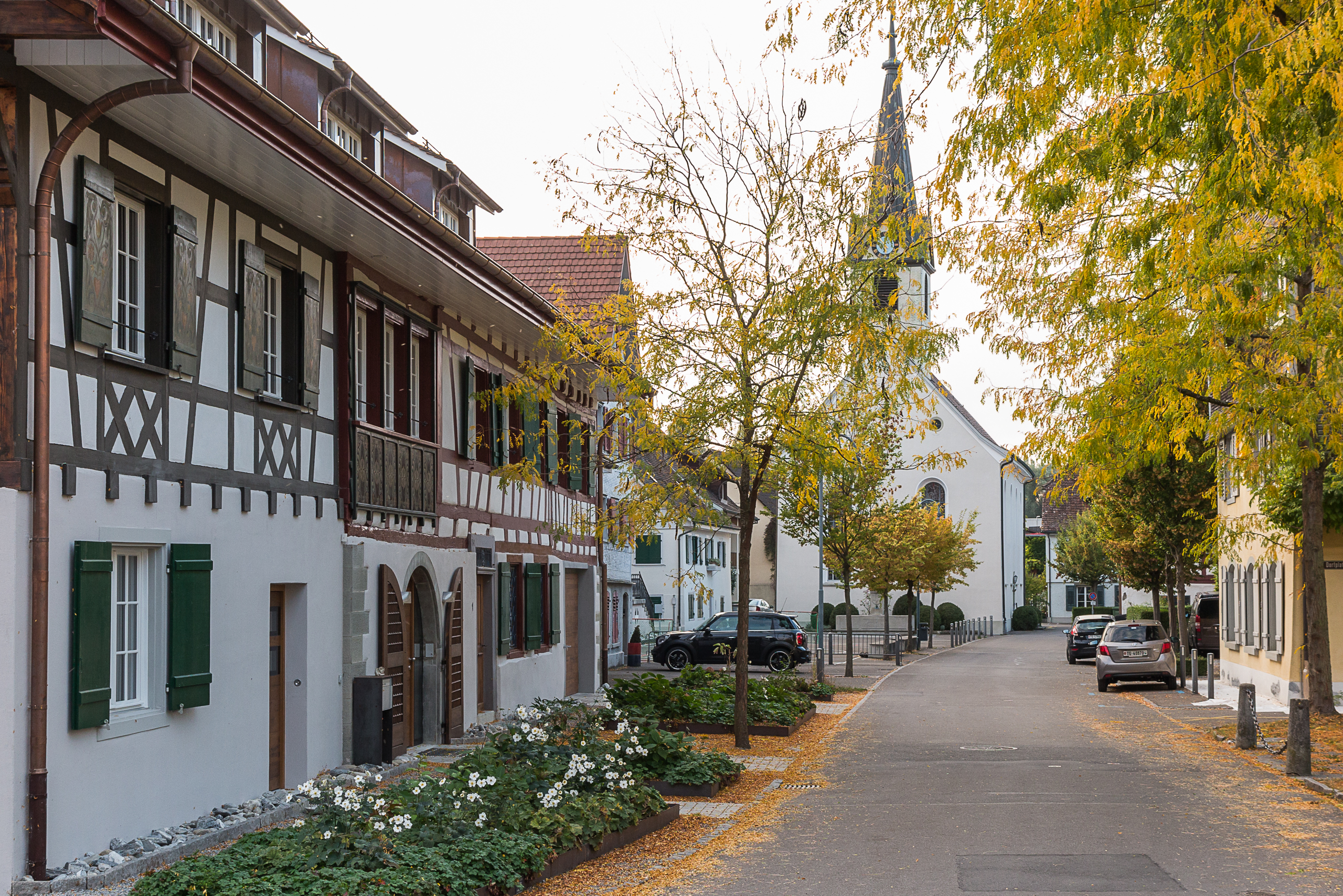
Kirchstrasse und Ev. Kirche Gottlieben
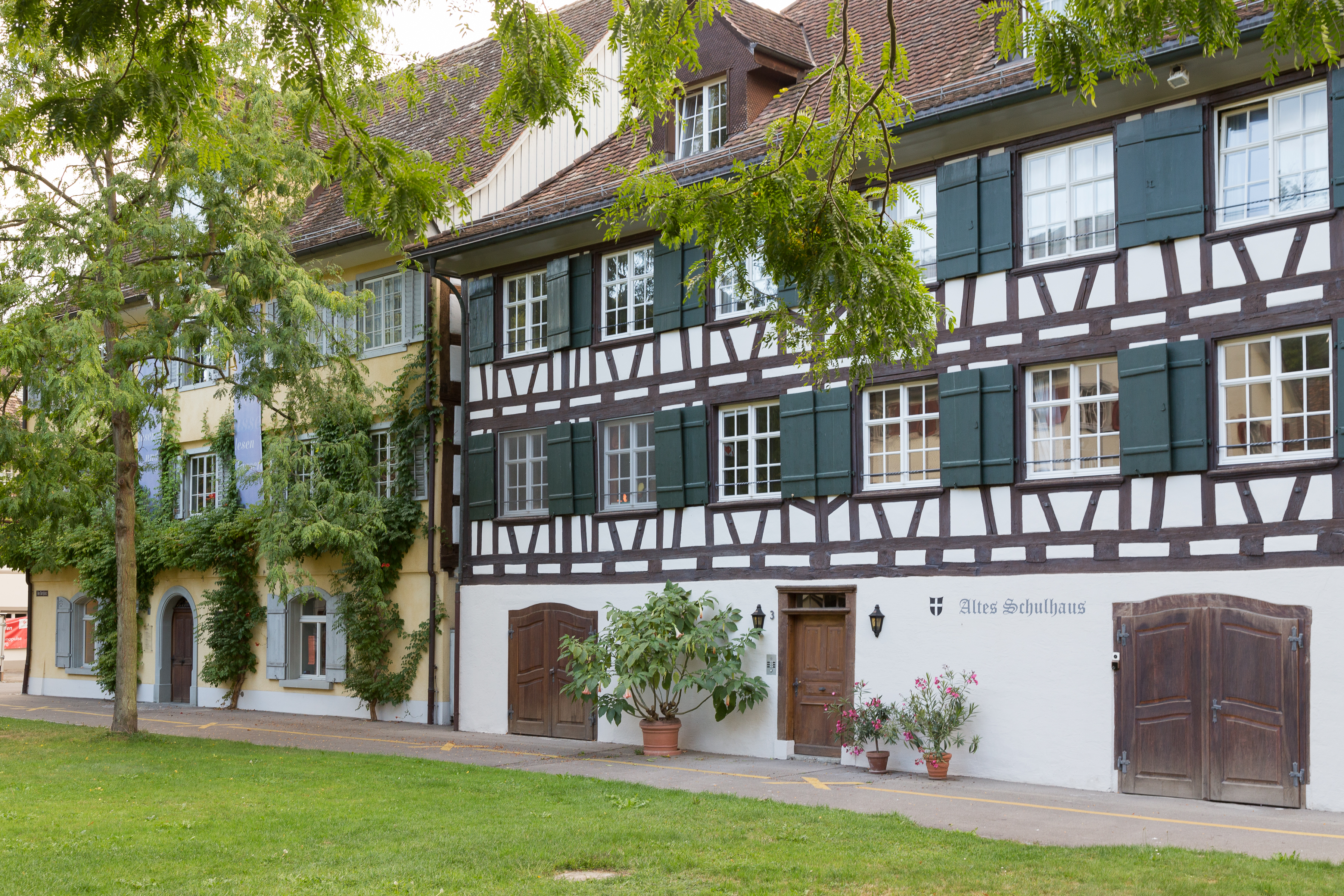
Bodman-Haus und Altes Schulhaus in Gottlieben
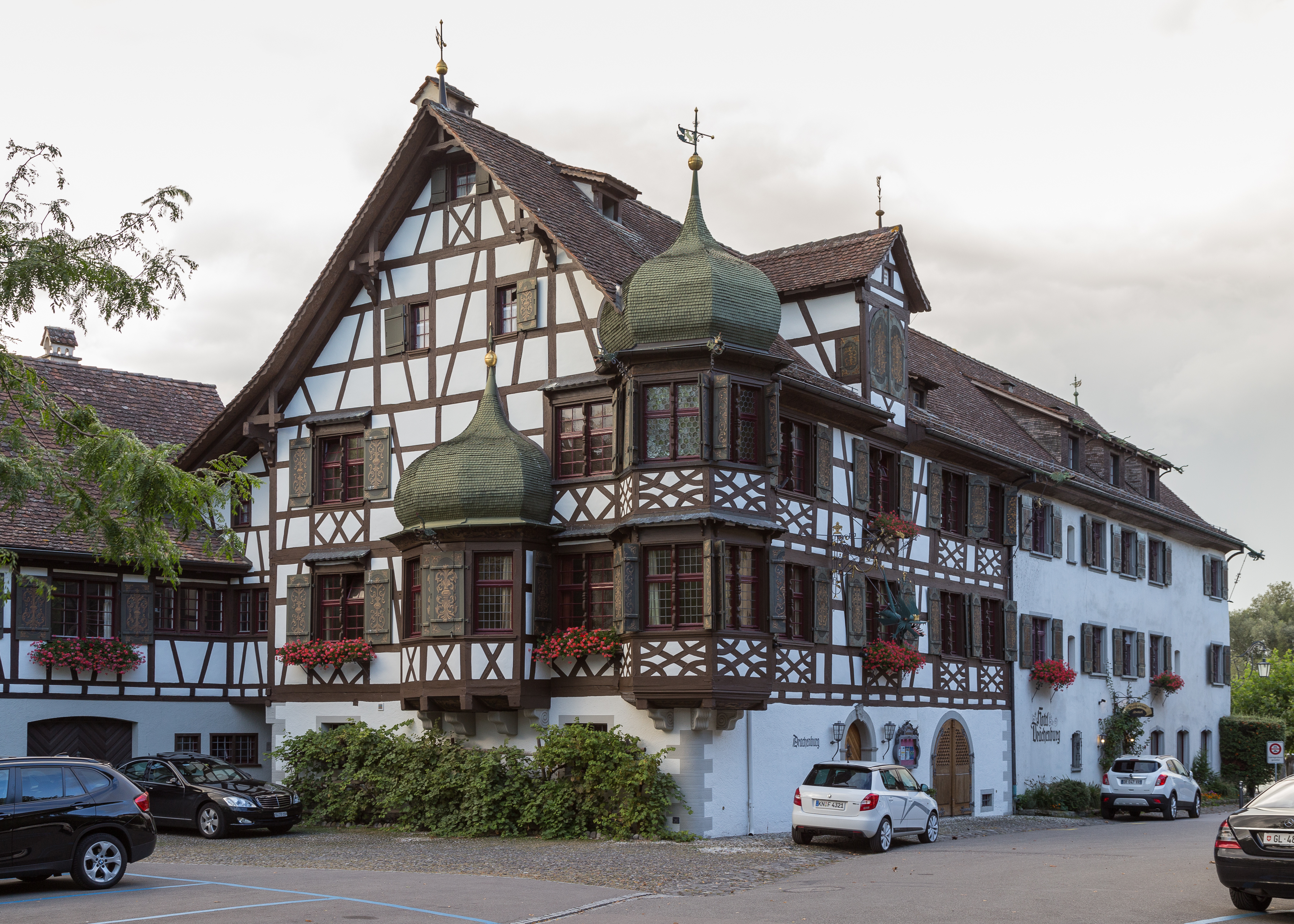
Drachenburg Gottlieben
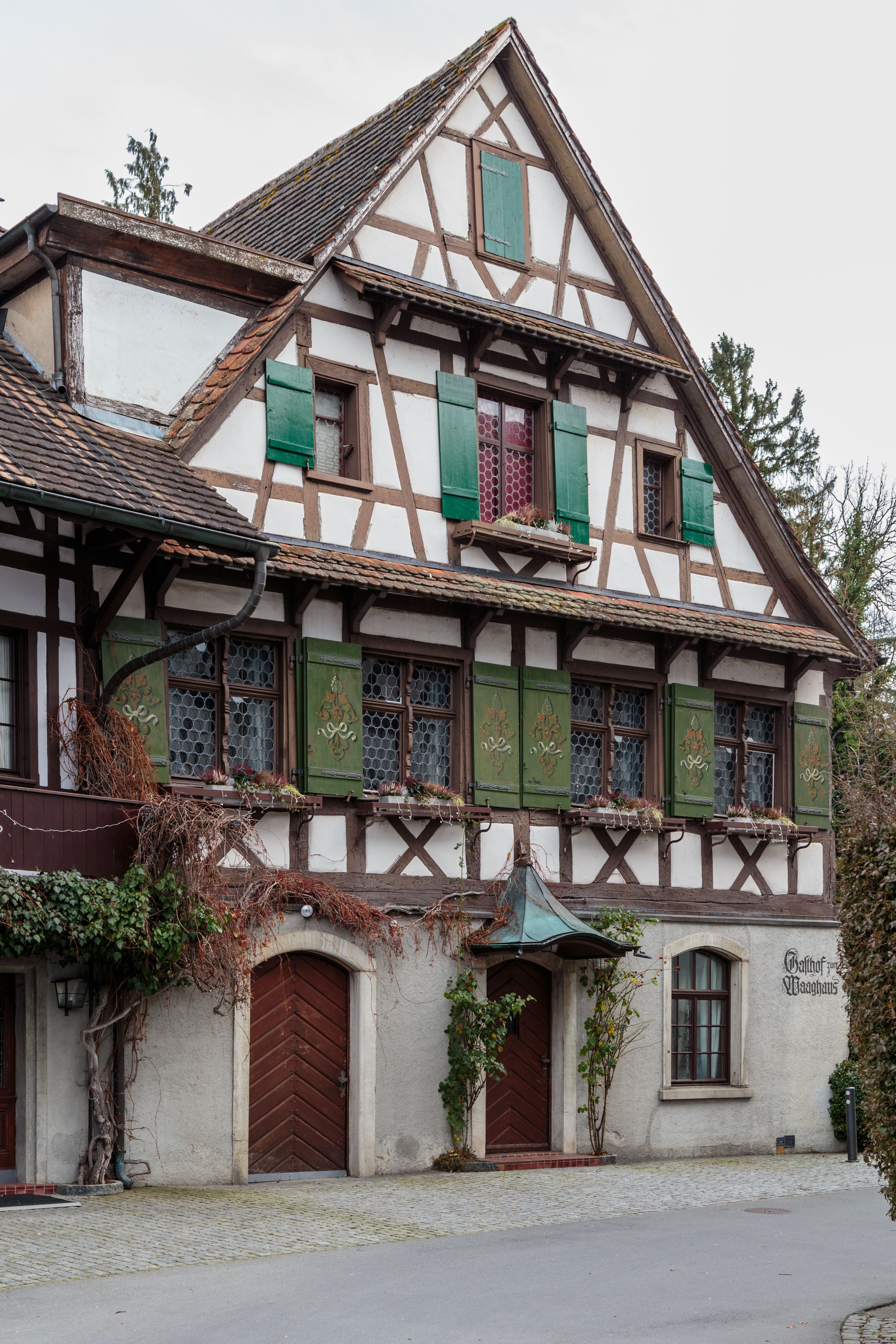
Waaghaus
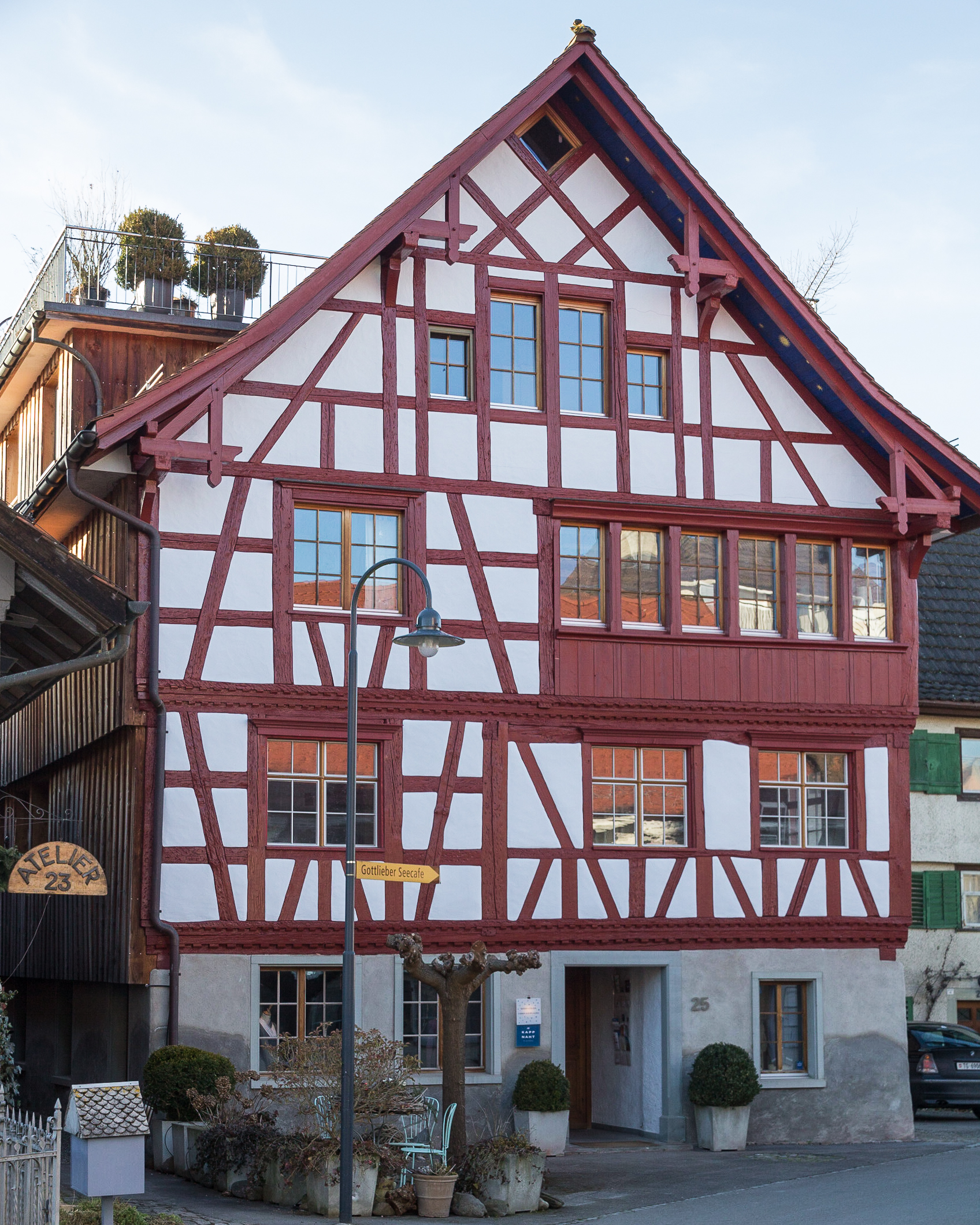
Restauriertes Riegelhaus in Gottlieben
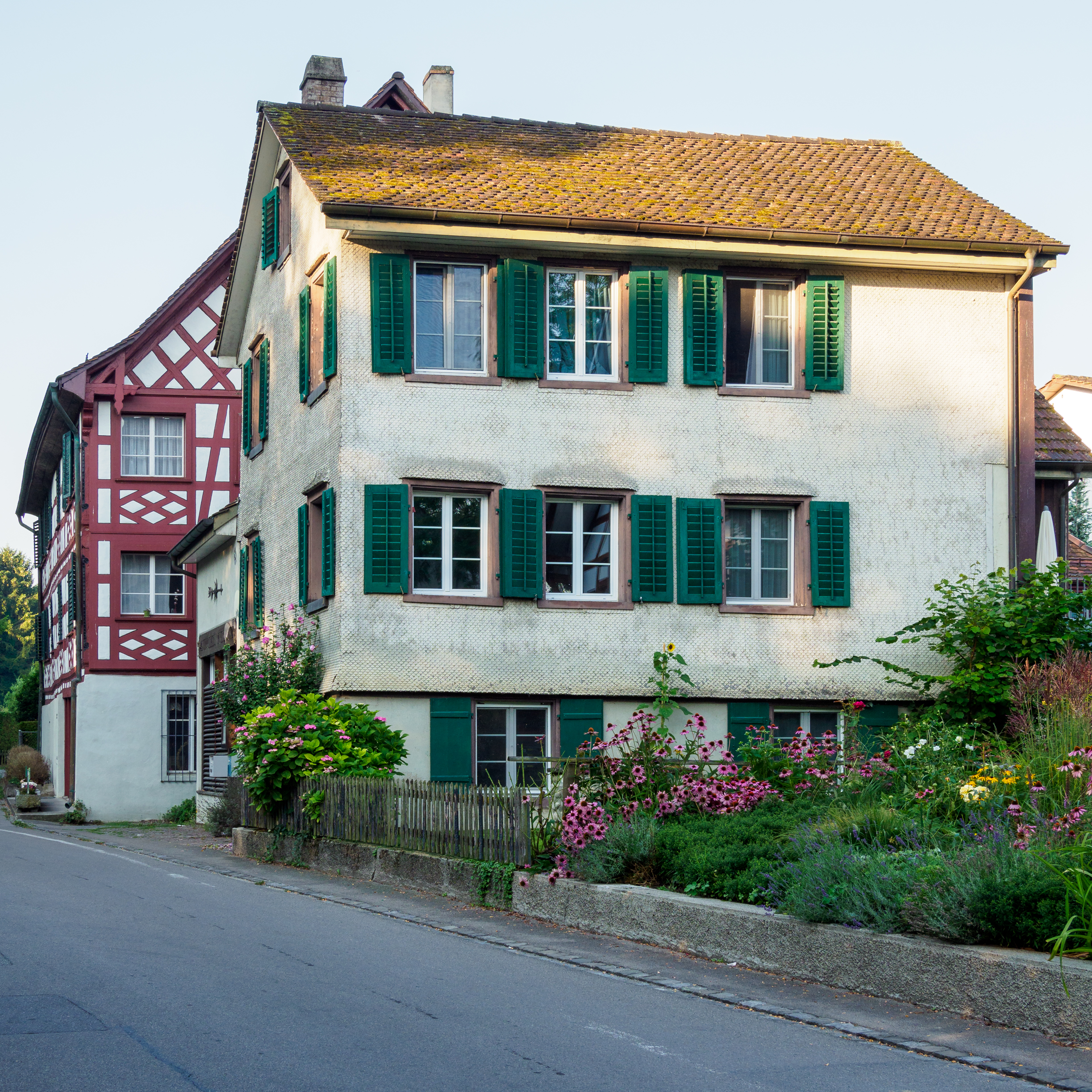
Das verschindelte Kuppelhaus

## Persönlichkeiten
- Robert Hallum († 1417), Kanzler der Universität Oxford 1403–05, Bischof von Salisbury 1407–17
- Johann Conrad Hippenmeyer (1752–1832), Gründer und Direktor der österreichischen Nationalbank
- Johannes Hippenmeyer (1779–1854), Offizier, Thurgauer Kantonsrat von 1815 bis 1831, Besitzer des Schlosses Gottlieben
- Moritz Roth (1839–1914), Schweizer Pathologe
- Wilhelm Hummel (1872–1939), Schweizer Maler
- Lisa della Casa (1919–2012), Opernsängerin, Besitzerin des Schlosses Gottlieben
- Robert Holzach (1922–2009), Banker (Schweizerische Bankgesellschaft), Ehrenbürger von Gottlieben (1999)
- Franz Oexle (1922–2018), deutscher Journalist und Chefredakteur des Südkurier, lebte in Gottlieben
- Udo Jürgens (1934–2014), österreichischer Komponist, Pianist und Sänger, hatte in Gottlieben eine Zweitwohnung und brach beim Spaziergang auf der Seepromenade bewusstlos zusammen. Später verstarb Jürgens im Spital in Münsterlingen.
- Joachim Eder (* 1951), Regierungsrat des Kantons Zug, Ständerat für den Kanton Zug
- Cécile Hummel (* 1962), Schweizer Malerin und Künstlerin
- Timo Glock (* 1982), deutscher Formel-1-Fahrer
- Thomas Luckmann (1927–2016), deutsch-amerikanischer Soziologe; lebte ab 1983 in Gottlieben